# 2014년 칸 영화제
제67회 칸 영화제는 2014년 5월 14일부터 25까지 개최되었다. 뉴질랜드의 영화 감독 제인 캠피언이 경쟁부문 심사위원장을 맡았다. 누리 빌게 제일란 감독의 터키 영화 《윈터 슬립》가 황금종려상을 수상하였다.
프랑스의 배우 랑베르 윌슨이 개막식과 폐막식을 진행하였다.

## 심사위원

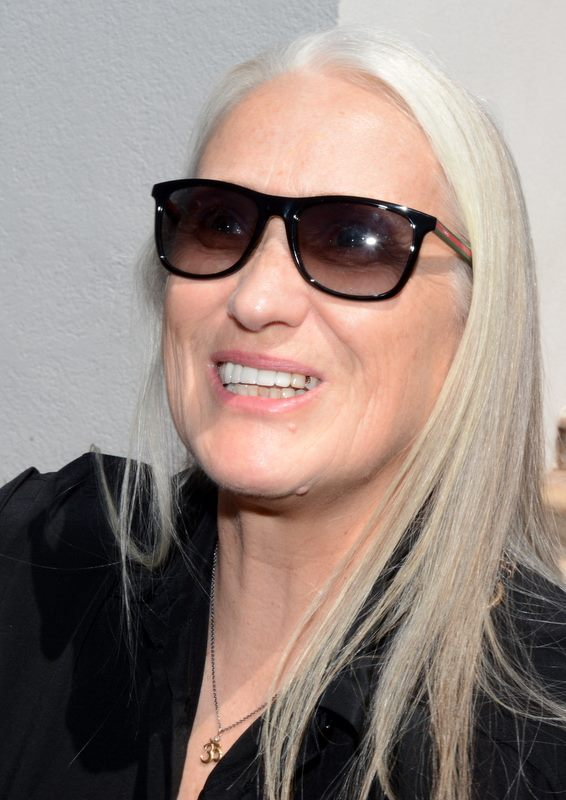
주요부문 심사위원장 제인 캠피언

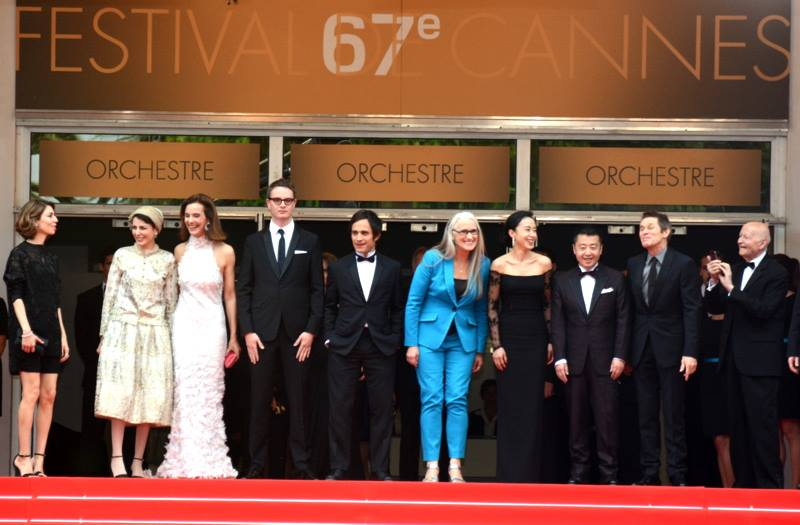
주요부문 심사위원들.

### 주요부문
- 제인 캠피언, 뉴질랜드의 영화 감독 (위원장)
- 카롤 부케, 프랑스의 배우
- 소피아 코폴라, 미국의 영화 감독
- 레일라 하타미, 이란의 배우
- 전도연, 대한민국의 배우
- 윌럼 더포, 미국의 배우
- 가엘 가르시아 베르날, 멕시코의 영화 감독, 배우
- 자장커, 중국의 영화 감독
- 니콜라스 빈딩 레픈, 덴마크의 영화 감독

### 주목할 만한 시선
- 파블로 트라페로, 아르헨티나의 영화 감독 (위원장)
- 피터 베커, 크라이테리언 컬렉션 회장
- 마리아 보네비, 스웨덴의 배우
- 제랄딘 펠라스, 프랑스의 배우
- 무사 투레, 세네갈의 영화 감독

## 수상

### 공식부문
경쟁부문
- 황금종려상 - 《윈터 슬립》 누리 빌게 제일란
- 그랑프리 - 《더 원더스》 앨리스 로르와처
- 감독상 - 베넷 밀러 《폭스캐처》
- 각본상 - 안드레이 즈뱌긴체프, 올레그 네긴 《리바이어던》
- 여자배우상 - 줄리앤 무어 《맵 투 더 스타》
- 남자배우상 - 티머시 스폴 《미스터 터너》
- 심사위원상
  - 《마미》 자비에 돌란
  - 《언어와의 작별》 장뤼크 고다르

주목할 만한 시선
- 주목할 만한 시선상 - 《화이트 갓》 코르넬 문드럭초
- 주목할 만한 시선 심사위원상 - 《포스 마쥬어: 화이트 베케이션》 루벤 외스트룬트
- 주목할 만한 시선 특별상 - 《제네시스: 세상의 소금》 빔 벤더스, 훌리아노 리베이로 살가두